# Shimonoseki

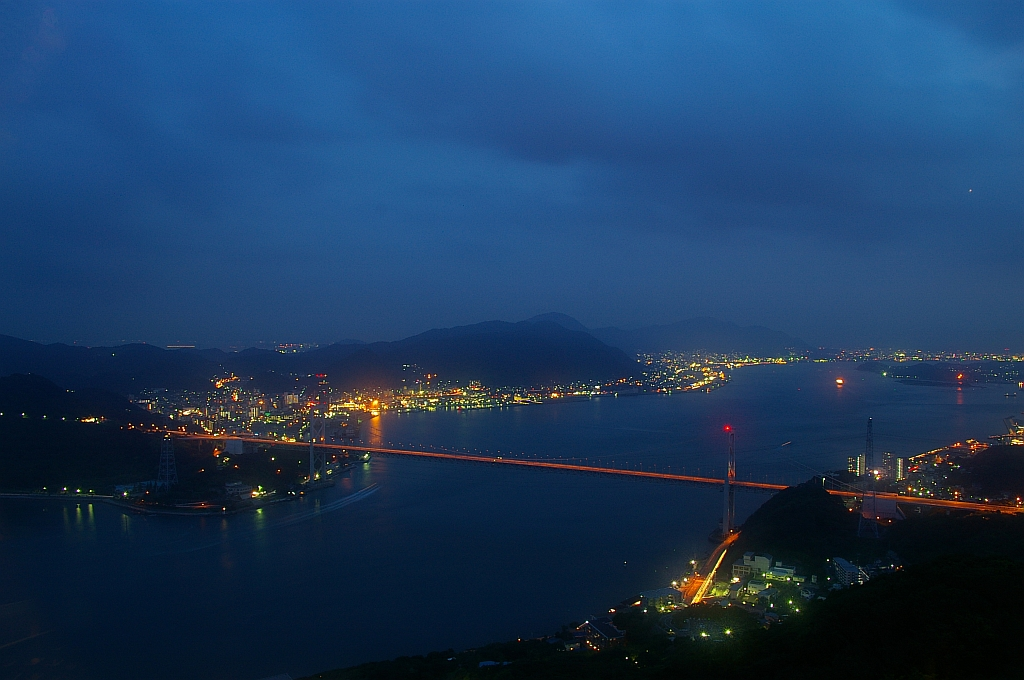
Podul peste Strâmtoarea Kanmon

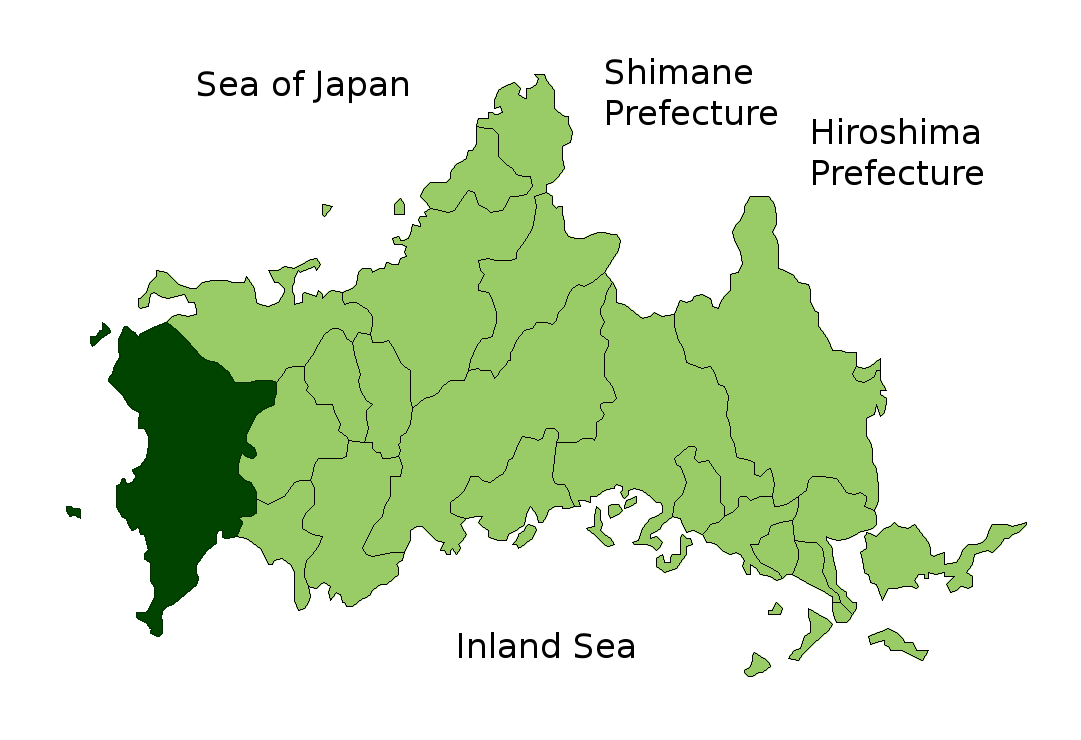

Shimonoseki (下関市 Shimonoseki-shi?) este un municipiu din Japonia, prefectura Yamaguchi.